# Turnbuckle Championship Wrestling
Turnbuckle Championship Wrestling — незалежний промоушн реслінгу розташований в місті Марієтта, штат Джорджія, заснований відомим реслером Дасті Роудсом у 2000 році. Turnbuckle Championship Wrestling проводили виступи в таких містах як Флорида, Теннессі, Джорджія і Алабама. Також промоушн співпрацював з Florida Championship Wrestling (для поширення впливу на США).
TCW встиг стати домівкою для багатьох відомих реслерів, ім'я яких відомо всьому світу: Скотт Холл, Рон Рейнс, Девід Флер, Діско Інферно і Даффні. Син Дасті Дастін грав головну роль в кожній програмі TCW. Нині він виступає в WWE під псевдонімом Голдаст.

## Історія
Дасті Роудс почав планувати створення незалежного промоушна ще у 1999 році. Він хотів створити щось зі «старої школи але з нововведеннями». В 2000 році Дасті почав просувати свою компанію і нових реслерів в Алабамі, Джоржії і Теннессі в рамках свого " The American Dream Tour 2000 ". Дебют федерації відбувся 6 липня 2000 в місті Ашбум. Саме на ньому і визначився перший в історії шоу чемпіон світу.
На початку 2001 після розпаду ECW і WCW багато відомих реслерів почали приєднуватися до новоствореної компанії. Такими стали Шон «Шокер» Еванс, тренер в WCW Power Plant, Даффні і Річ Вард. Більш досвідчені борці наставляли молодих бійців, даючи їм поради і проводячи тренування. Згодом Роудс заявив що буде заохочувати молодих талантів. Прикладом цього можна вважати перше в історії компанії PPV в Шарлотті, Північна Кароліна.
В серпні 2001 Роудс (молодший) дав інтерв'ю Грегу Оліверу, зокрема він заявив: «TCW — це альтернатива Світовій Федерації Реслінгу (WWE). В першу чергу ми незалежні і вже доволі конкурентоспроможні. Наразі ми з батьком намагаємося зробити все, щоб створити свій власний сімейний бізнес».
В липні 2003 року акції компанії почали падати, реслінг-індустрія почала йти на спад. На загальній раді було вирішено провести ювілейне 35 шоу і на цьому покласти край компанії.